# 980

## Události
- Vladimír I., kníže Kyjevské Rusi, ustanovuje panteon pohanských bohů pro své knížectví. Do jeho čela postavil Peruna a další slovanské bohy.

## Narození
- červenec – Ota III., císař Svaté říše římské († 23. leden 1002)
- ? – Avicenna, středověký arabský filosof
- ? – Ichijō – 66. japonský císař
- ? – Tankred z Hauteville, zakladatel dynastie Hautevillů (†  1041)

## Úmrtí
- 15. ledna – Berthold ze Schweinfurtu
- Minamoto no Hiromasa

## Hlava státu
- České knížectví – Boleslav II.
- Papež – Benedikt VII.
- Svatá říše římská – Ota II.
- Anglické království – Ethelred II.
- Skotské království – Kenneth II.
- Polské knížectví – Měšek I.
- Západofranská říše – Lothar I.
- Magdeburské arcibiskupství – Adalbert (968–981)
- Uherské království – Gejza
- První bulharská říše – Roman I. Bulharský
- Byzanc – Basileios II. Bulharobijce